# クレモンティーヌ
クレモンティーヌ（Clémentine, 1963年 - ）は、フランスの歌手。1988年にシングル「アプソリュマン・ジャズ」（Absolument Jazz）をリリースしてデビュー。歌手として多くの音源をリリースするほか、NHK Eテレ『テレビでフランス語』の毎月最終週に放送されている「Divertissement」に出演するなどしている。
娘のソリータ（Solita）も歌手で、クレモンティーヌの作品によく参加している。

## 概要
パリに生まれる。父親の転勤でメキシコをはじめとする世界中に移住し、ボサノヴァや各国の音楽に触れて育つ。
10歳の頃フランスに戻り、ピアノを習いはじめる。1987年にデモテープを送ったことがきっかけで、ジョニー・グリフィンやベン・シドランらと一緒にレコーディングをすることとなった。
1988年、フランスCBSからシングル「アプソリュマン・ジャズ」をリリース。その後日本のソニー・ミュージックエンタテインメントと契約し、多くのシングル、アルバムをリリース。2004年にはTUBEの「シーズン・イン・ザ・サン」をカバーし、午前4時からのフジテレビ系ニュース番組めざにゅ～でテーマ曲として起用された。2005年には東芝EMIに移籍したが、2008年に再びソニー・ミュージックエンタテインメントと契約した。
2009年から4年間、「京都市名誉親善大使」に任命される。
2010年8月1日にはサントリー「ALL-FREE」CMで、『アニメンティーヌ』収録の『天才バカボン』のOPのボサノババージョンが起用された。
好きなアニメは『天才バカボン』、『キャンディ・キャンディ』など。2010年9月23日に、NACK5の『Letters』にゲスト出演した際にも答えている。

## ディスコグラフィ

### シングル
- アプソリュマン・ジャズ（1988年）
- 男と女（1994年）
- ポワソン・リュヌ（1997年）
- ラ・フェット（1998年）
- いつか（1999年）
- クーラー・カフェ（1999年）
- コリヌ・ヴィオレット（2000年）
- 二人でゆっくり〜Tous deux tout doux〜（2001年）
- 手のひらを太陽に（2004年）

### アルバム
- メ・ヌイ・メ・ジュール（1990年）
- スプレッド・ユア・ウィングス（1991年）
- アン・プリヴェ 〜 東京の休暇（1992年）
- ロン・コリエ（1993年）
- パリス・ウォーク（1993年）
- イル・エ・エル〜彼らと彼女（1994年）
- ソリータ（1997年）
- エル・デテ〜夏時間（1998年）
- クーラー・カフェ（1999年）
- レ・ヴォヤージュ（2000年）
- コンティノン・ブルー（2000年）
- カフェ・アプレミディ〜クレモンティーヌが歌うボサノヴァ（2001年）
- リル・ダーリン（2001年）
- 30℃（2002年）
- CLE（2003年）
- ソレイユ（2004年）
- メイド・イン・フランス（2005年）
- ルミエール（2006年、映画音楽のカバーアルバム）
- ショコラ・エ・スイーツ（2008年）
- スイート・ランデヴー（2008年）
- スイート・イルミネーション（2008年）
- アニメンティーヌ 〜ボッサ・ドゥ・アニメ〜（2010年）
- カヴァメンティーヌ（2011年）
- 続アニメンティーヌ（2011年）
- バラエンティーヌ（2011年）
- ドリーム・シネマ　－リラクシング・スタンダード・コレクション－（2013年）
- ドリーム・シネマ　－リラクシング・スタンダード・コレクション－ ※ハイレゾ（2013年）
- クレモンティーヌ・シングス・ディズニー (2014年)
- クレモンティーヌ meets AUN Jクラシック・オーケストラ / JAPON（2015年）

### ベスト・アルバム
- ア・スィーブル〜THE VERY BEST OF CLEMENTINE（1996年）
- クレモンティーヌ・ドゥ・ベスト（2004年）
- All Time Best（2017年）

### 参加作品
- Original Love『SESSIONS』（1992年8月26日）
  - 「ラヴ・ヴィスタ LOVE VISTA (featuring CLEMÉNTINE, Remix by LARRY HEARD “Mr. Fingers”)」

## 出演
- ノーリツ「エコ＊リラ＊キレイ」のCMに出演と楽曲提供[4][2][5][6]。